# Henry Gibson
Henry Gibson, pseudonimo di James Bateman (Germantown, 21 settembre 1935 – Malibù, 14 settembre 2009), è stato un attore statunitense.

## Biografia
Prima di apparire in numerosi film e serie televisive, fu un noto attore bambino sulle scene durante gli anni quaranta. In seguito prestò servizio come ufficiale nella U.S. Air Force.
Frequentò la Catholic University of America, a Washington, dove ebbe come compagno di studi l'attore Jon Voight nel 1950. Sempre con Voight ideò un numero comico presentandosi con lo pseudonimo Henry Gibson, mentre Voight si fece chiamare Harold Gibson e insieme interpretarono due zotici del sud. Successivamente Voight si dedicò maggiormente alla recitazione drammatica mentre Gibson continuò con la commedia, interpretando di tanto in tanto il suo famoso ruolo nella serie Rowan & Martin's Laugh-In.
Il suo debutto sullo schermo avvenne nel 1963 quando gli venne assegnata una parte nel film Le folli notti del dottor Jerryll di Jerry Lewis. Fece altre due brevi apparizioni nei film Baciami, stupido (1964) e The Outlaws Is Coming (1965), nel quale interpretava la parte di un indiano alla moda di nome Charlie Horse.
La svolta per la sua carriera avvenne nel 1968, quando venne scritturato come membro del cast della serie televisiva Rowan & Martin's Laugh-In dove rimase sino al 1971, quando lasciò la serie e continuò la sua carriera di attore. Il suo ruolo cinematografico più famoso fu probabilmente quello nel film Nashville (1975), dove interpretò Haven Hamilton, un viscido cantante country-western. Per questo ruolo ottenne la candidatura al Golden Globe e fu premiato dalla National Society of Film Critics come miglior attore non protagonista. Nel 1973 partecipò al doppiaggio del film d'animazione La meravigliosa, stupenda storia di Carlotta e del porcellino Wilbur, doppiando proprio quest'ultimo.
Il suo successo continuò per tutti gli anni ottanta e novanta, periodo durante il quale recitò in moltissimi film, tra cui The Blues Brothers - I fratelli Blues (1980), nel quale interpretò la parte del capo dei neonazisti dell'Illinois, The Incredible Shrinking Woman e The Burbs. Prestò inoltre la propria voce a molti personaggi di serie animate per bambini, quali Smurfs, The Wuzzles e Galaxy High School.
Nell'ultima parte della sua carriera apparve in Magnolia di Paul Thomas Anderson, e nel film indipendente The Year That Trembled.
Gibson morì nel 2009, a 73 anni, a causa del cancro di cui soffriva da tempo.

### Vita privata
Nel 1966 sposò Lois Joan Geiger, dalla quale ebbe tre figli: Jon, Charles e James. Il matrimonio durò fino alla morte di lei, avvenuta nel 2007.

## Filmografia

### Attore

#### Cinema
- Le folli notti del dottor Jerryll (The Nutty Professor), regia di Jerry Lewis (1963)
- Baciami, stupido (Kiss Me, Stupid), regia di Billy Wilder (1964)
- The Outlaws Is Coming, regia di Norman Maurer (1965)
- Il lungo addio (The Long Goodbye), regia di Robert Altman (1973)
- Nashville, regia di Robert Altman (1975)
- Io, Beau Geste e la legione straniera (The Last Remake of Beau Geste), regia di Marty Feldman (1977)
- Una coppia perfetta (A Perfect Couple), regia di Robert Altman (1978)
- The Blues Brothers - I fratelli Blues (The Blues Brothers), regia di John Landis (1980)
- Health, regia di Robert Altman (1980)
- The Incredible Shrinking Woman, regia di Joel Schumacher (1981)
- Tulips, regia di Rex Bromfield, Mark Warren e Al Waxman (1981)
- Non aprite quell'armadio (Monster in the Closet), regia di Bob Dahlin (1986)
- Salto nel buio (Innerspace), regia di Joe Dante (1987)
- Cambio marito (Switching Channels), regia di Ted Kotcheff (1988)
- L'erba del vicino (The 'Burbs), regia di Joe Dante (1989)
- Brenda Starr - L'avventura in prima pagina (Brenda Starr), regia di Robert Ellis Miller (1989)
- Testimone poco attendibile (Night Visitor), regia di Rupert Hitzig (1989)
- Gremlins 2 - La nuova stirpe (Gremlins 2: The New Batch), regia di Joe Dante (1990)
- Zia Giulia e la telenovela (Tune in Tomorrow...), regia di Jon Amiel (1990)
- The Magic Balloon - cortometraggio (1990)
- Cyber Bandits (1995)
- Color of a Brisk and Leaping Day, regia di Christopher Münch (1996)
- Tonto + tonto (Biodome), regia di Jason Bloom (1996)
- Asylum, regia di James Seale (1997)
- Uno straniero a Kingdom (A Stranger in the Kingdom), regia di Jay Craven (1999)
- Magnolia, regia di Paul Thomas Anderson (1999)
- Mullitt (2000) - cortometraggio
- The Year That Trembled, regia di Jay Craven (2002)
- Teddy Bears' Picnic, regia di Harry Shearer (2002)
- No Prom for Cindy - cortometraggio (2002)
- The Goldfish, regia di David L. Mendel (2003)
- The Commission, regia di Mark Sobel (2003)
- Never Die Alone, regia di Ernest Dickerson (2004)
- 2 single a nozze - Wedding Crashers (Wedding Crashers), regia di David Dobkin (2005)
- Trapped Ashes, regia di Sean S. Cunningham, Joe Dante, Monte Hellman, Ken Russell e John Gaeta (2006)
- Big Stan, regia di Rob Schneider (2007)

#### Televisione
- Indirizzo permanente (77 Sunset Strip) – serie TV, episodio 6x11 (1963)
- Mr. Roberts (Mister Roberts) – serie TV, episodi 1x02-1x16 (1965)
- Rowan & Martin's Laugh-In – serie TV (1968-1971)
- Evil Roy Slade – film TV (1972)
- Every Man Needs One – film TV (1972)
- Escape from Bogen County – film TV (1977)
- The Night They Took Miss Beautiful – film TV (1977)
- Wonder Woman – serie TV, 2 episodi (1975-1978)
- Fantasilandia (Fantasy Island) – serie TV, 1 episodio (1978)
- Amateur Night at the Dixie Bar and Grill – film TV (1979)
- The Halloween That Almost Wasn't – cortometraggio TV (1979)
- Hazzard (The Dukes of Hazzard) – serie TV, episodio 2x18 (1980)
- For the Love of It – film TV (1980)
- The Nashville Grab – film TV (1981)
- Ai confini della realtà (The Twilight Zone) – serie TV, 1 episodio (1986)
- Slow Burn – film TV (1986)
- Prima base (Long Gone), regia di Martin Davidson – film TV (1987)
- Il giro del mondo in 80 giorni (Around the World in 80 Days) – miniserie TV (1989)
- La signora in giallo (Murder, She Wrote) – serie TV, episodi 4x12-8x13 (1988-1992)
- Return to Green Acres – film TV (1990)
- Vault of Horror I – film TV (1994)
- La montagna della strega – film TV (1995)
- Sabrina, vita da strega (Sabrina, the Teenage Witch) – serie TV, 4 episodi (1997-1999)
- Star Trek: Deep Space Nine – serie TV, episodio 6x23 (1998)
- Sunset Beach – serie TV, 1 episodio (1999)
- Folletti si nasce (The Luck of the Irish), regia di Paul Hoen – film TV (2001)
- Stargate SG-1 – serie TV, episodio 5x20 (2002)
- Streghe (Charmed) – serie TV, episodio 5x14 (2003)
- Becker – serie TV, episodio 8x06 (2003)
- Malcolm – serie TV, un episodio (2004)
- Boston Legal – serie TV (2004-2007)

### Doppiatore
- La tela di Carlotta (1973)
- Halloween Is Grinch Night - cortometraggio TV (1977)
- I Puffi - serie TV (1981)
- I Biskitts - serie TV (1983)
- I Wuzzles - serie TV (1985)
- Galaxy High School - serie TV (1986)
- The Blinkins - film TV (1986)
- Tom & Jerry - Il film (1992)
- The Bears Who Saved Christmas - cortometraggio TV (1994)
- Confessione finale (1996)
- Santo Bugito - serie TV (1 episodio, 1995)
- Daisy-Head Mayzie - cortometraggio TV (1995)
- Aaahh!!! Real Monsters - serie TV (4 episodi, 1995-1997)
- Rocket Power: Race Across New Zealand - film TV (2002)

## Doppiatori italiani
Nelle versioni in italiano delle opere in cui ha recitato, Henry Gibson è stato doppiato da:
- Gianfranco Bellini in Il lungo addio, The Blues Brothers - I fratelli Blues
- Dante Biagioni in Cambio marito, Streghe
- Diego Reggente in Fantasilandia
- Mario Mastria in Salto nel buio
- Pieraldo Ferrante in La signora in giallo (ep. 4x12)
- Franco Zucca in La signora in giallo (ep. 8x13)
- Cesare Barbetti in L'erba del vicino
- Luigi Rosa ne I racconti della cripta
- Giorgio Lopez in Magnolia
- Sergio Graziani in Malcolm
- Sandro Iovino in Boston Legal
- Enzo Garinei in 2 single a nozze - Wedding Crashers

Da doppiatore è sostituito da:
- Marcello Mandò in Santo Bugito
- Gigi Angelillo in I Wuzzles
- Massimo De Angelis in La tela di Carlotta
- Elio Pandolfi in Tom & Jerry - Il film